# Karl Shuker
Dr. Karl P. N. Shuker (nació en 1959) es un zoólogo británico. Trabaja a tiempo completo como escritor y consultor, especializándose en criptozoología, disciplina en la cual es internacionalmente renombrado. Viaja regularmente por el mundo, y también aparece frecuentemente en televisión y la radio. Michael Newton dijo que "Hoy, Shuker es globalmente reconocido como autor e investigador de todos los aspectos de la vida animal y los fenómenos no explicados, y es el aparente heredero del mismo Heuvelmans."
Se graduó en zoología en la Universidad de Leeds y zoología y fisiología comparativa en la Universidad de Birmingham. Es miembro de muchas sociedades científicas y literarias, como la Zoological Society of London. Shuker escribió trece libros y cientos de artículos. Durante sus investigaciones, Shuker ha sido el primer criptozoólogo en dirigir una amplia atención pública un número considerable de críptidos que eran anteriormente poco conocidos. Aparte de sus propias publicaciones, es el consultor zoológico del Libro Guinness de los récords. Una especie de Loricifera, Pliciloricus shukeri, recibió su nombre en 2005. 

## Libros
- Mystery Cats of the World, (1989)
- Extraordinary Animals Worldwide, (1991)
- The Lost Ark: New and Rediscovered Animals of the 20th Century, (1993)
- Dragons - A Natural History (1995)
- In Search of Prehistoric Survivors
- The Unexplained, (1996)
- From Flying Toads To Snakes With Wings
- Mysteries of Planet Earth, (1999)
- The Hidden Powers of Animals, (2001)
- The New Zoo: New and Rediscovered Animals of the Twentieth Century, (2002)
- The Beasts That Hide From Man, (2003)
- Extraordinary Animals Revisited, (2007)
- Dr Shuker's Casebook, (2008)

## Consultor
- Man and Beast (1993)
- Secrets of the Natural World (1993)
- Almanac of the Uncanny (1995)
- The Guinness Book of Records/Guinness World Records (1997 - )
- Mysteries of the Deep (1998)
- Guinness Amazing Future (1999)
- The Earth (2000)
- Monsters (2001)
- Chambers Dictionary of the Unexplained (2007)